# Jiří Blažek (grafik)
Jiří Blažek (30. října 1922 Uhříněves – 28. června 2017 Praha) byl český grafik, typograf, ilustrátor knih a sběratel umění. Žil a tvořil v Praze.

## Studia

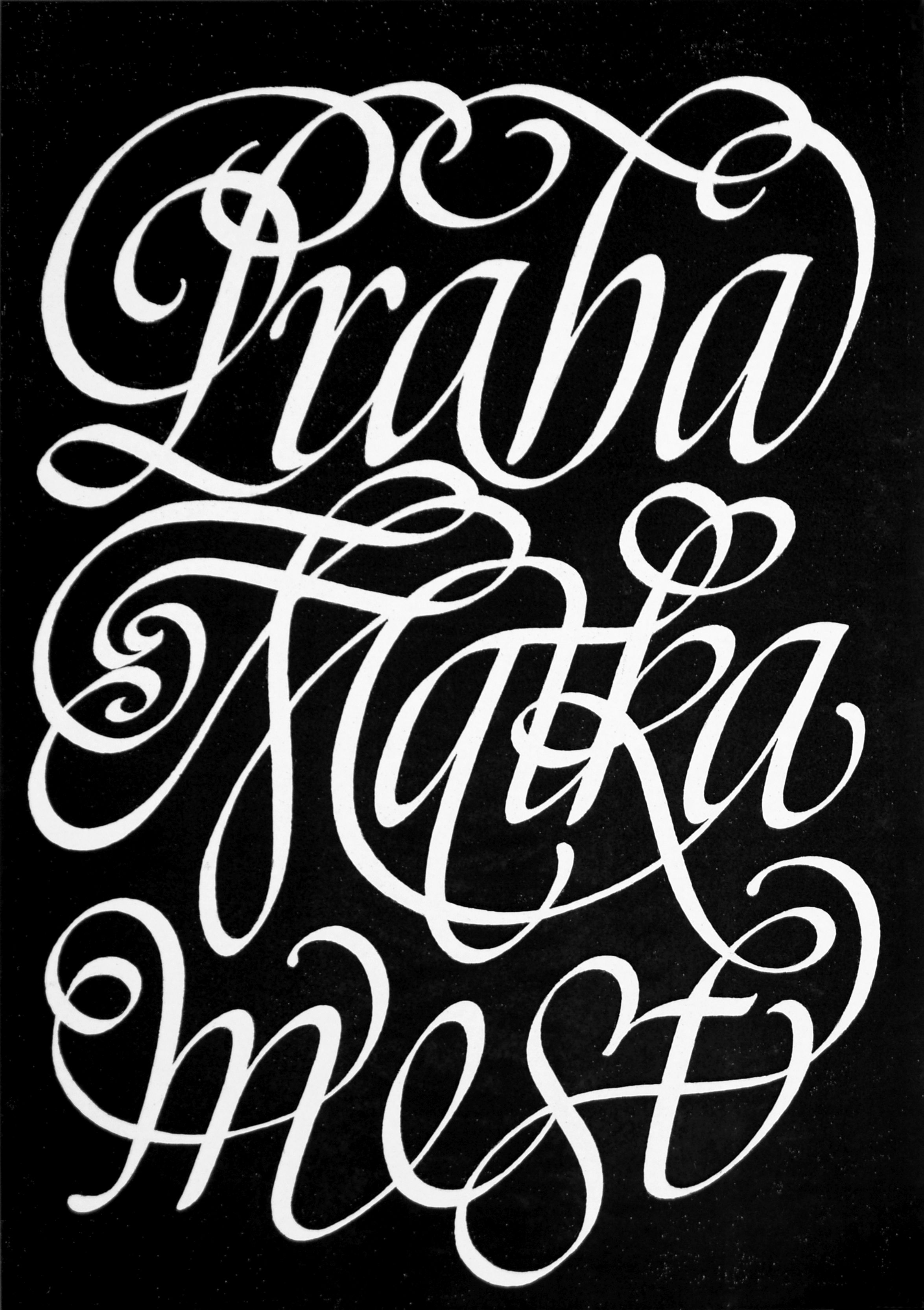
Kaligrafie, vlastní písmo typu Cancellaresca, ca 1970

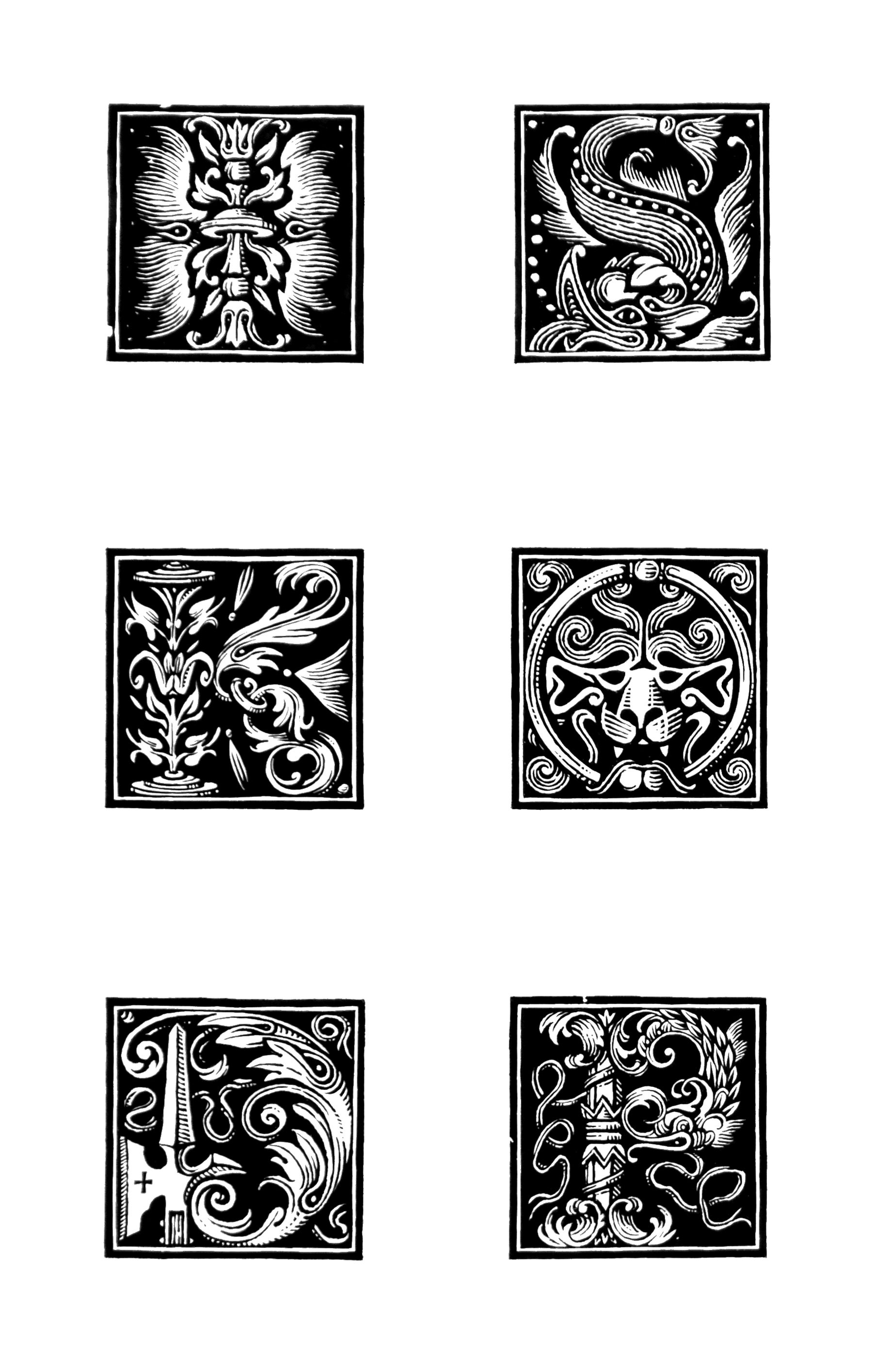
Iniciály, ilustrace

1922, narozen v Uhříněvsi (dnes místní část Prahy 10); 1928–1934 obecná škola Uhříněves a Praha–Nové Město, Navrátilova ulice; 1934–1940 reálka v Praze VI. pod Vyšehradem; 1943–1945 totálně nasazen v továrně Aero v Praze-Vysočanech, kde se vyučil se leteckým klempířem. Roku 1945 stačil absolvovat jeden semestr studia na Akademii výtvarných umění v Praze; v letech 1946–1951 absolvoval studium na Vysoké škole uměleckoprůmyslové v Praze, v ateliéru knižní grafiky a typografie u prof. Františka Muziky. Pro zájem obou stran zůstal na VŠUP v letech 1951–1952 formou prodlouženého studia.

## Život
Uměleckou, lidskou i duchovní pouť Jiřího Blažka předznamenal výtvarný talent, duchovní prostředí katolické rodiny, chlapecká organizace Legio angelica v čele s páterem Methodem Klementem, a inspirativní blízkost malířky a grafičky Zdenky Braunerové, o kterou jeho matka pečovala až do její smrti. Ve skautské skupině vystupoval pod přezdívkou Karkule.
Pro formování jeho profesní kariéry mělo zásadní význam vysokoškolské vzdělání v ateliéru Františka Muziky, který poskytoval syntetické vyškolení v grafickém designu na evropské úrovni. Výrazné talenty jako Jiří Blažek, Luděk Vimr, Bohumil Vančura nebo Milan Hegar ihned přitáhly zájem předních nakladatelů. Takovým osobnostem profesor Muzika umožňoval první knižní realizace již během studia, například pro nakladatelství Václava Petra (1948) či pro Melantrich (1951). Usnadnil jak Jiřímu, tak jeho budoucí ženě Haně Hrubešové, profesní start v závěru éry soukromých nakladatelství a v čilé výstavní dramaturgii Svazu výtvarných umělců kolem Mánesa a spolku českých grafiků Hollar. Blažkovi vychovali dvě dcery, výtvarnici Karolínu Kotlářovou, která byla redaktorkou nakladatelství Odeon, a Veroniku Strnadovou, která vystudovala zahradní architekturu. Kromě své tvorby se Jiří Blažek celý život věnoval sběratelství starožitností.

## Tvorba
Jiří Blažek navrhoval zpočátku písmo a grafickou úpravu knih, ilustrace obálky i přebaly, často také kreslil iniciály nebo kaligraficky psal tituly. Vyzdobil a vypravil přes pět stovek knižních titulů.
Pro ranou tvorbu z padesátých a první poloviny šedesátých let 20. století je příznačná inovativní typografie: návrhy odvozené z renesančního písma cancellaresca. Celou kariéru Blažek rozvíjí stužkové kaligrafické písmo. Vrcholem této etapy jsou Ezopovy bajky s Hollarovými ilustracemi a Blažkovými iniciálami, knížka bibliofilské kvality, vyznamenaná na knižním veletrhu v Lipsku roku 1957.
Jiří Blažek spolupracoval s řadou nakladatelství. Ve Státním nakladatelství dětské knihy (později Albatros) byl v letech 1964–1979 a 1985–1988 zaměstnán jako výtvarný redaktor, vytvořil pro ně největší počet titulů. Je autorem dodnes nejoblíbenějších verzí dobrodružných knih, především kultovní červené řady knih verneovek z přelomu 50.–60. let a KODovek, např. R.L.Stevensona nebo J.F.Coopera z let šedesátých. V letech 1967–79 spolupracoval s nakladatelstvím zahraniční a cizojazyčné literatury Artia, pro něž vypravil dvě desítky knih, mj. trojici reprezentačních knih o českém gotickém, renesančním a barokním výtvarném umění.
Římsko-katolickým vydavatelům sloužil Jiří Blažek dlouhodobě, počínaje Ústředním církevním nakladatelstvím, přes Nakladatelství Lidové demokracie (později Nakladatelství Vyšehrad), kde deset let zastával funkci předsedy umělecké rady, dále Zvon a Karmelitánské nakladatelství v Kostelním Vydří, až po soukromé vydavatele, jako je Trinitas ve Svitavách.
Blažkovy grafické úpravy se dále uplatnily u beletrie, poezie a literatury faktu ze Státního nakladatelství krásné literatury, hudby a umění, nakladatelství Mladá fronta, Orbis/Panorama, Odeon, Obelisk, Naše vojsko, či Svět sovětů; dále u muzikologických studií, hudebnin a na přebalech gramofonových desek či CD nosičů z vydavatelství Supraphon, Panton a v posledních letech též Bärenreiter. Nechybí ani u specializované vědecké literatury z nakladatelství Academia. Do jeho grafického repertoáru se řadí také příležitostné tisky, plakáty, omalovánky, poštovní známky, loga a knižní značky (například pro nakladatelství Zvon, knižnici Slunovrat) a ex libris pro přátele, například pro Jiřího Reinsberga.

## Výstavy a ocenění
1952 výstava Puškinovy cesty, Zrcadlová síň Klementina, Praha 1952
1952 III. členská výstava Krajského střediska SČVU, Mánes Praha květen-červen 1952;
1953 Výstava Mladých, listopad-prosinec 1953, Mánes Praha, katalog uspořádal Josef Lhota, s. 13, č. k. 159–162;
1954 výstava Výtvarníci a kniha, ÚSČSVU Mánes Praha;
1954 176. Výstava knižních ilustrací a obálek členů a hostů sdružení českých grafiků Hollar, leden-únor 1954, Praha, katalog č. k. 59–61;
1955 1. celostátní výstava užité grafiky, Slovanský ostrov, březen 1955, katalog ÚSČVU Praha, č. k. 47–49;
1959 stříbrná medaile za knihu Ezopovy bajky, Mezinárodní knižní veletrh Lipsko;
1960 zvláštní ocenění v soutěži Krásné knižní písmo za kurzívu cancelarescu „Blanca“;
1962? čestná cena v soutěži tvorby tiskařských písem Old Style za písmo „Delineavit“;
1965 čestná cena v soutěži Nejkrásnější knihy 1964 za grafickou úpravu knihy Kamil Bednář: Labutí jezero, ilustroval Jaroslav Šerých.
1968 čestná cena v soutěži Nejkrásnější knihy 1967 za grafickou úpravu a přebal knihy Eduarda Petišky: Příběhy na které svítilo slunce (SNDK);
1971 čestná cena v soutěži Nejkrásnější knihy 1970 za grafickou úpravu a vazbu knihy Charles Dickens: The Magic Fishbone s ilustracemi Dagmar Berkové.
1973 čestné uznání v soutěži Nejkrásnější knihy 1972 za řešení obálky knihy Alberta Kutala: L’Art gothique de Boheme;
1975 čestné uznání v soutěži Nejkrásnější knihy 1974 za grafickou úpravu knihy Věry Hasalové a Jiřího Vajdiše Volkskunst in der Tschechoslowakei.
1976 čestné uznání v soutěži Nejkrásnější knihy 1975 za přebal a vazbu knihy Renesanční poezie;
1977 čestné uznání v soutěži Nejkrásnější kniha roku za grafické zpracování knihy Doc. S. Trojana Biologie člověka v obrazech. Bratislava 1978, Ministerstvo kultury ČSR;
1979 výroční cena nakladatelství Vyšehrad za rok 1978 za grafické a výtvarné řešení publikací s přihlédnutím k dlouhodobé k dlouhodobé spolupráci.
1978 Oborová výstava Soudobá užitá grafika; Galerie Jaroslava Fragnera 27. 4. – 28. 5. 1978, komisaři Jaroslav Pecka a Karel Míšek, katalog vydal SČVU Praha, č. k. 21, 22.
1988 Sobotka;
2000 Jiří Blažek, Knižní grafika; výstava, Komunitní centrum sv. Prokopa, Praha 5 – Nové Butovice;
2008 květen: Hana H. Blažková, Jiří Blažek – akvarely a grafika; výstava, galerie Felix figura Praha 1, Všehrdova 18 (katalog Dana Stehlíková);

## Pozůstalost
Grafická pozůstalost Jiřího Blažka je uložena v Památníku národního písemnictví v Praze.